# 瑞穂野バイパス
瑞穂野バイパス（みずほのバイパス）は、栃木県宇都宮市を通る国道121号のバイパスである。

## 概要
国道121号は1993年4月1日に、それまで終点が宇都宮市だったのがさらに東に延伸されて、真岡市を経由し益子町が終点となった。
この延伸区間であるが、当初は宇都宮環状道路の南部区間からそのまま短絡して鬼怒川を渡る桑島大橋に至る道路がなかったため、新4号国道（石橋宇都宮バイパス）との交差点に至ると、まず左折して新4号国道と重複して北進し下栗交差点に達した後、栃木県道46号宇都宮真岡線と重複して南東方向に進み下桑島町交差点に至った後桑島大橋を渡って鬼怒川左岸に至るという遠回りの経路をとっていて、アクセスが複雑で所要時間を要した。また、一部区間には道幅が狭くカーブが多い場所があり、大型車の通行に支障をきたし、歩行者の安全が保障できないという問題も生じた。
瑞穂野バイパスはこの区間を短絡するものであり、2000年7月に完成・供用開始した。2000年9月9日 - 11月5日に宇都宮で行われた全国都市緑化フェア「マロニエとちぎ緑花祭2000」へのアクセス道路としても機能した。
車線は新4号国道を越えた直後上り線と下り線との間には江川放水路が入り込む形になり、放水路の両側を国道が抜けていく形になる。右折するときには対岸にある信号が青にならなければ通行できない仕組みになっているので注意する必要がある。沿線には当バイパス開通を記念した植樹が施されている。
一部片側1車線区間が残っていた国道121号西刑部工区の事業が2023年秋に終了し、片側2車線化が瑞穂野バイパス全線で完了した。本バイパスの延長上にあり鬼怒テクノ通りと接続する市道みずほの通りも2024年11月15日に暫定2車線から完成4車線への拡幅が完了、供用を開始した
。その間にある桑島大橋を含む区間（下桑島町〜上籠谷町）は当面現状の片側1車線のままとなるものの、この区間も橋梁部分を含めた4車線化の検討が行われている。

## 路線データ
- 起点：栃木県宇都宮市西刑部町（瑞穂野南交差点＝新4号国道石橋宇都宮バイパス交点）
- 終点：栃木県宇都宮市下桑島町（下桑島町交差点＝栃木県道46号宇都宮真岡線、栃木県道158号下岡本上三川線交点）
- 総距離：4.68km
- 車線数：片側2車線
- 開通年月日：2000年（平成12年）7月19日

## 交差する主な道路
- 新4号国道
- 栃木県道46号宇都宮真岡線